# NGC 1347-2
NGC 1347-2 este o galaxie spirală barată situată în constelația Eridanul. A fost descoperită în  de către .